# 24 Ore di Le Mans 2008
La 24 Ore di Le Mans 2008 è stata la 76ª maratona automobilistica svoltasi sul Circuit de la Sarthe di Le Mans, in Francia, il 14 e il 15 giugno 2008, organizzata dall'Automobile Club de l'Ouest (ACO). Hanno gareggiato assieme 4 classi di automobili da competizione, ognuna delle quali ha avuto il suo vincitore. Le vetture più veloci, appartenenti alle classi LMP1 e LMP2, erano Sport Prototipi di categoria Le Mans Prototype appositamente progettati e costruiti per le gare, mentre le più lente classi GT1 e GT2 comprendevano vetture derivate da automobili GT stradali.
Tom Kristensen vincendo per l'ottava volta la corsa stabilì il nuovo record di vittorie in questa competizione, mentre i suoi compagni di equipaggio, Rinaldo Capello e Allan McNish arrivarono rispettivamente a 3 e 2 edizioni vinte.
Fu anche il terzo successo consecutivo per la Audi R10 TDI a motore diesel, anche se ottenuta con un equipaggio diverso nei due anni precedenti (Biela-Werner-Pirro).

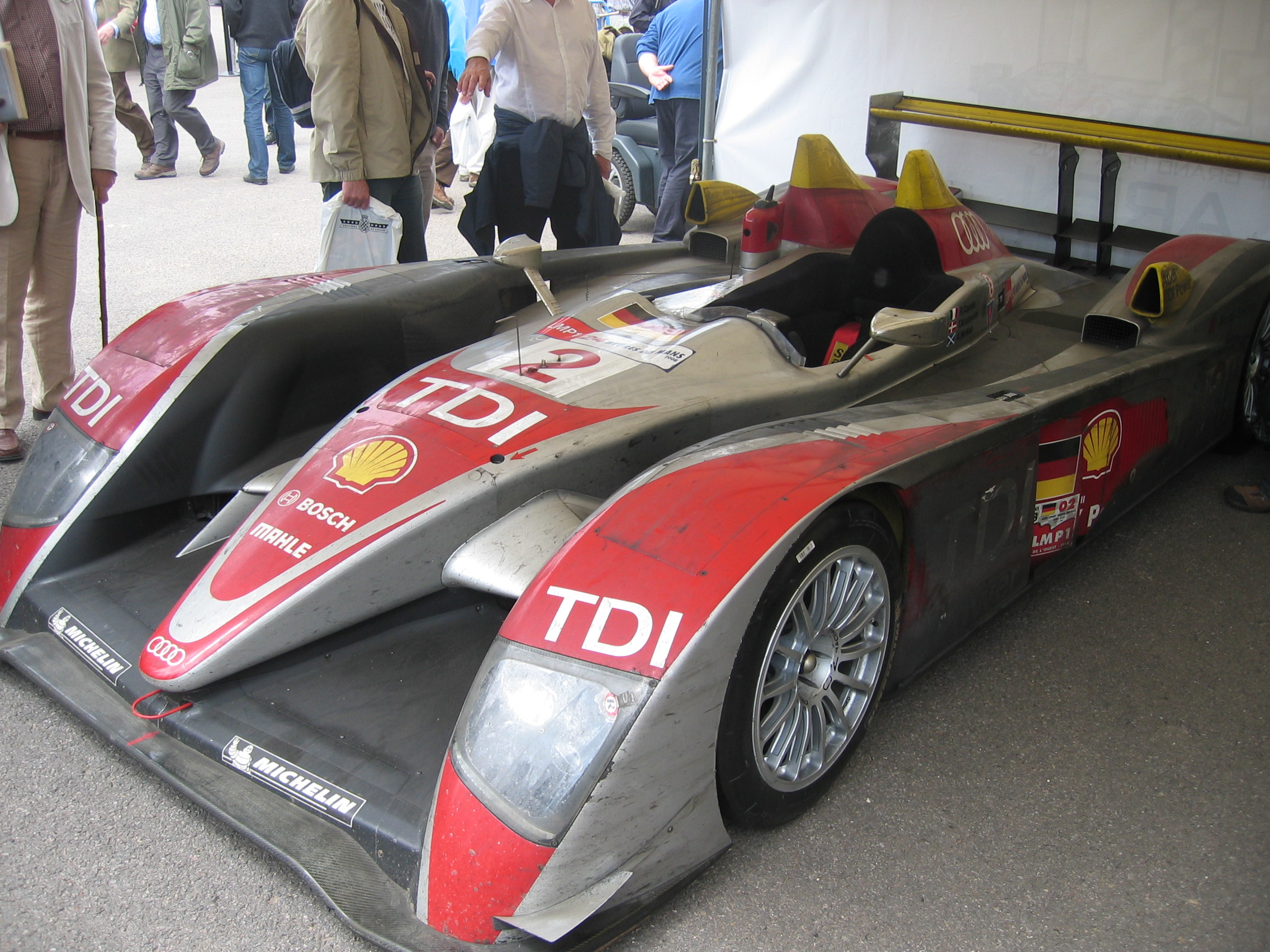
L'Audi R10 TDI #2 vincitrice della corsa

## Qualifiche
| Pos | No. | Team                           | Auto                            | Classe | Giorno 1 | Giorno 2 | Griglia |
| --- | --- | ------------------------------ | ------------------------------- | ------ | -------- | -------- | ------- |
| 1   | 8   | Team Peugeot Total             | Peugeot 908 HDi FAP             | LMP1   | 3:18.513 | 3:20.566 | Leader  |
| 2   | 9   | Peugeot Sport Total            | Peugeot 908 HDi FAP             | LMP1   | 3:18.682 | 3:24.966 | +0.169  |
| 3   | 7   | Team Peugeot Total             | Peugeot 908 HDi FAP             | LMP1   | 3:20.451 | 3:21.490 | +1.938  |
| 4   | 2   | Audi Sport North America       | Audi R10 TDI                    | LMP1   | 3:24.105 | 3:23.847 | +5.334  |
| 5   | 3   | Audi Sport Team Joest          | Audi R10 TDI                    | LMP1   | 3:24.287 | 3:26.432 | +5.774  |
| 6   | 10  | Charouz Racing System          | Lola B08/60-Aston Martin        | LMP1   | 3:34.211 | 3:25.158 | +6.645  |
| 7   | 1   | Audi Sport North America       | Audi R10 TDI                    | LMP1   | 3:27.580 | 3:25.289 | +6.776  |
| 8   | 11  | Dome Racing Team               | Dome S102                       | LMP1   | 3:29.352 | 3:26.928 | +8.415  |
| 9   | 16  | Pescarolo Sport                | Pescarolo 01-Judd               | LMP1   | 3:28.533 | 3:32.407 | +10.020 |
| 10  | 5   | Team Oreca-Matmut              | Courage-Oreca LC70-Judd         | LMP1   | 3:30.490 | 3:32.176 | +11.977 |
| 11  | 17  | Pescarolo Sport                | Pescarolo 01-Judd               | LMP1   | 3:30.618 | 3:30.905 | +12.105 |
| 12  | 12  | Charouz Racing System          | Lola B07/17-Judd                | LMP1   | 3:31.910 | 3:31.135 | +12.622 |
| 13  | 6   | Team Oreca-Matmut              | Courage-Oreca LC70-Judd         | LMP1   | 3:31.243 | 3:33.139 | +12.730 |
| 14  | 34  | Van Merksteijn Motorsport      | Porsche RS Spyder Evo           | LMP2   | 3:34.078 | 3:32.301 | +13.788 |
| 15  | 21  | Epsilon Euskadi                | Epsilon Euskadi ee1             | LMP1   | 3:41.526 | 3:32.939 | +14.426 |
| 16  | 31  | Team Essex                     | Porsche RS Spyder Evo           | LMP2   | 3:33.441 | 3:38.621 | +14.928 |
| 17  | 20  | Epsilon Euskadi                | Epsilon Euskadi ee1             | LMP1   | 3:39.158 | 3:34.281 | +15.768 |
| 18  | 18  | Rollcentre Racing              | Pescarolo 01-Judd               | LMP1   | 3:35.450 | 3:35.020 | +16.507 |
| 19  | 32  | Barazi-Epsilon                 | Zytek 07S/2                     | LMP2   | 3:35.344 | 3:44.555 | +16.831 |
| 20  | 33  | Speedy Racing Team Sebah       | Lola B08/80-Judd                | LMP2   | 3:35.401 | –        | +16.888 |
| 21  | 14  | Creation Autosportif           | Creation CA07-AIM               | LMP1   | 3:35.994 | 3:39.638 | +17.481 |
| 22  | 24  | Terramos                       | Courage-Oreca LC70-Judd         | LMP1   | 3:37.560 | 3:40.318 | +19.047 |
| 23  | 19  | Chamberlain-Synergy Motorsport | Lola B06/10-AER                 | LMP1   | 3:38.024 | 3:43.492 | +19.511 |
| 24  | 45  | Embassy Racing                 | Embassy WF01                    | LMP2   | 3:39.926 | 3:49.019 | +21.413 |
| 25  | 25  | Ray Mallock Ltd.               | MG-Lola EX265                   | LMP2   | 3:44.188 | 3:40.027 | +21.514 |
| 26  | 40  | Quifel ASM Team                | Lola B05/40-AER                 | LMP2   | 3:41.193 | 3:44.074 | +22.680 |
| 27  | 4   | Saulnier Racing                | Pescarolo 01-Judd               | LMP1   | 3:46.666 | 3:42.162 | +23.649 |
| 28  | 35  | Saulnier Racing                | Pescarolo 01-Judd               | LMP2   | 3:42.545 | 4:10.588 | +24.032 |
| 29  | 41  | Trading Performance            | Zytek 07S/2                     | LMP2   | 3:46.773 | 3:43.148 | +24.635 |
| 30  | 26  | Team Bruichladdich Radical     | Radical SR9                     | LMP2   | 3:47.935 | 3:46.631 | +28.118 |
| 31  | 63  | Corvette Racing                | Chevrolet Corvette C6.R         | GT1    | 3:49.406 | 3:47.668 | +29.155 |
| 32  | 23  | Autocon Motorsports            | Creation CA07-Judd              | LMP1   | 3:56.108 | 3:47.695 | +29.182 |
| 33  | 50  | Larbre Compétition             | Saleen S7-R                     | GT1    | 3:50.920 | 3:47.761 | +29.248 |
| 34  | 44  | Kruse Schiller Motorsport      | Lola B05/40-Mazda MZR-R         | LMP2   | 3:47.802 | –        | +29.289 |
| 35  | 64  | Corvette Racing                | Chevrolet Corvette C6.R         | GT1    | 3:50.766 | 3:48.539 | +30.026 |
| 36  | 009 | Aston Martin Racing            | Aston Martin DBR9               | GT1    | 3:52.266 | 3:48.994 | +30.481 |
| 37  | 007 | Aston Martin Racing            | Aston Martin DBR9               | GT1    | 3:52.527 | 3:49.060 | +30.547 |
| 38  | 55  | IPB Spartak Racing             | Lamborghini Murciélago R-GT     | GT1    | 3:52.175 | 3:53.000 | +33.662 |
| 39  | 72  | Luc Alphand Aventures          | Chevrolet Corvette C6.R         | GT1    | 3:53.990 | 3:52.993 | +34.480 |
| 40  | 59  | Team Modena                    | Aston Martin DBR9               | GT1    | 3:58.193 | 3:53.031 | +34.518 |
| 41  | 22  | Tōkai University YGK           | Courage-Oreca LC70-YGK          | LMP1   | 3:53.143 | –        | +34.630 |
| 42  | 53  | Vitaphone Racing Team          | Aston Martin DBR9               | GT1    | 3:57.371 | 3:53.475 | +34.962 |
| 43  | 73  | Luc Alphand Aventures          | Chevrolet Corvette C6.R         | GT1    | 3:55.736 | 3:58.025 | +37.223 |
| 44  | 76  | IMSA Performance Matmut        | Porsche 997 GT3-RSR             | GT2    | 4:00.793 | 3:58.152 | +39.639 |
| 45  | 77  | Team Felbermayr-Proton         | Porsche 997 GT3-RSR             | GT2    | 4:02.517 | 3:59.072 | +40.559 |
| 46  | 96  | Virgo Motorsport               | Ferrari F430 GT2                | GT2    | 4:01.293 | 3:59.820 | +41.307 |
| 47  | 80  | Flying Lizard Motorsports      | Porsche 997 GT3-RSR             | GT2    | 4:00.106 | 4:02.799 | +41.593 |
| 48  | 90  | Farnbacher Racing              | Ferrari F430 GT2                | GT2    | 4:05.098 | 4:01.464 | +42.951 |
| 49  | 82  | Risi Competizione              | Ferrari F430 GT2                | GT2    | 4:01.598 | 4:02.412 | +43.085 |
| 50  | 97  | BMS Scuderia Italia            | Ferrari F430 GT2                | GT2    | 4:02.080 | 4:03.109 | +43.577 |
| 51  | 99  | JMB Racing                     | Ferrari F430 GT2                | GT2    | 4:03.293 | 4:14.033 | +44.780 |
| 52  | 85  | Snoras Spyker Squadron         | Spyker C8 Laviolette GT2-R-Audi | GT2    | 4:05.096 | 4:03.641 | +45.138 |
| 53  | 78  | AF Corse                       | Ferrari F430 GT2                | GT2    | 4:05.660 | 4:03.810 | +45.297 |
| 54  | 83  | Risi Competizione              | Ferrari F430 GT2                | GT2    | 4:07.978 | 4:04.515 | +46.002 |
| 55  | 94  | Speedy Racing Team             | Spyker C8 Laviolette GT2-R-Audi | GT2    | 4:11.564 | 4:08.284 | +49.771 |

## Classifica
| Pos    | Classe | No  | Team                                      | Piloti                                                  | Telaio                               | Gomme | Giri |
| Pos    | Classe | No  | Team                                      | Piloti                                                  | motore                               | Gomme | Giri |
| ------ | ------ | --- | ----------------------------------------- | ------------------------------------------------------- | ------------------------------------ | ----- | ---- |
| 1      | LMP1   | 2   | Audi Sport North America                  | Allan McNish Rinaldo Capello Tom Kristensen             | Audi R10 TDI                         | M     | 381  |
| 1      | LMP1   | 2   | Audi Sport North America                  | Allan McNish Rinaldo Capello Tom Kristensen             | Audi TDI 5.5 L Turbo V12 (Diesel)    | M     | 381  |
| 2      | LMP1   | 7   | Team Peugeot Total                        | Nicolas Minassian Marc Gené Jacques Villeneuve          | Peugeot 908 HDi FAP                  | M     | 381  |
| 2      | LMP1   | 7   | Team Peugeot Total                        | Nicolas Minassian Marc Gené Jacques Villeneuve          | Peugeot HDi 5.5 L Turbo V12 (Diesel) | M     | 381  |
| 3      | LMP1   | 9   | Peugeot Sport Total                       | Franck Montagny Ricardo Zonta Christian Klien           | Peugeot 908 HDi FAP                  | M     | 379  |
| 3      | LMP1   | 9   | Peugeot Sport Total                       | Franck Montagny Ricardo Zonta Christian Klien           | Peugeot HDi 5.5 L Turbo V12 (Diesel) | M     | 379  |
| 4      | LMP1   | 3   | Audi Sport Team Joest                     | Mike Rockenfeller Lucas Luhr Alexandre Prémat           | Audi R10 TDI                         | M     | 374  |
| 4      | LMP1   | 3   | Audi Sport Team Joest                     | Mike Rockenfeller Lucas Luhr Alexandre Prémat           | Audi TDI 5.5 L Turbo V12 (Diesel)    | M     | 374  |
| 5      | LMP1   | 8   | Team Peugeot Total                        | Stéphane Sarrazin Pedro Lamy Alexander Wurz             | Peugeot 908 HDi FAP                  | M     | 368  |
| 5      | LMP1   | 8   | Team Peugeot Total                        | Stéphane Sarrazin Pedro Lamy Alexander Wurz             | Peugeot HDi 5.5 L Turbo V12 (Diesel) | M     | 368  |
| 6      | LMP1   | 1   | Audi Sport North America                  | Frank Biela Marco Werner Emanuele Pirro                 | Audi R10 TDI                         | M     | 367  |
| 6      | LMP1   | 1   | Audi Sport North America                  | Frank Biela Marco Werner Emanuele Pirro                 | Audi TDI 5.5 L Turbo V12 (Diesel)    | M     | 367  |
| 7      | LMP1   | 17  | Pescarolo Sport                           | Christophe Tinseau Benoît Tréluyer Harold Primat        | Pescarolo 01                         | M     | 362  |
| 7      | LMP1   | 17  | Pescarolo Sport                           | Christophe Tinseau Benoît Tréluyer Harold Primat        | Judd GV5.5 S2 5.5 L V10              | M     | 362  |
| 8      | LMP1   | 5   | Team Oreca-Matmut                         | Soheil Ayari Loïc Duval Laurent Groppi                  | Courage-Oreca LC70                   | M     | 357  |
| 8      | LMP1   | 5   | Team Oreca-Matmut                         | Soheil Ayari Loïc Duval Laurent Groppi                  | Judd GV5.5 S2 5.5 L V10              | M     | 357  |
| 9      | LMP1   | 10  | Charouz Racing System Aston Martin Racing | Jan Charouz Tomáš Enge Stefan Mücke                     | Lola B08/60                          | M     | 354  |
| 9      | LMP1   | 10  | Charouz Racing System Aston Martin Racing | Jan Charouz Tomáš Enge Stefan Mücke                     | Aston Martin 6.0L V12                | M     | 354  |
| 10     | LMP2   | 34  | Van Merksteijn Motorsport                 | Peter van Merksteijn Jeroen Bleekemolen Jos Verstappen  | Porsche RS Spyder Evo                | M     | 354  |
| 10     | LMP2   | 34  | Van Merksteijn Motorsport                 | Peter van Merksteijn Jeroen Bleekemolen Jos Verstappen  | Porsche MR6 3.4 L V8                 | M     | 354  |
| 11     | LMP1   | 18  | Rollcentre Racing                         | João Barbosa Stéphan Grégoire Vanina Ickx               | Pescarolo 01                         | D     | 352  |
| 11     | LMP1   | 18  | Rollcentre Racing                         | João Barbosa Stéphan Grégoire Vanina Ickx               | Judd GV5.5 S2 5.5 L V10              | D     | 352  |
| 12     | LMP2   | 31  | Team Essex                                | Casper Elgaard John Nielsen Sascha Maassen              | Porsche RS Spyder Evo                | D     | 347  |
| 12     | LMP2   | 31  | Team Essex                                | Casper Elgaard John Nielsen Sascha Maassen              | Porsche MR6 3.4 L V8                 | D     | 347  |
| 13     | GT1    | 009 | Aston Martin Racing                       | David Brabham Antonio García Darren Turner              | Aston Martin DBR9                    | M     | 344  |
| 13     | GT1    | 009 | Aston Martin Racing                       | David Brabham Antonio García Darren Turner              | Aston Martin 6.0 L V12               | M     | 344  |
| 14     | GT1    | 63  | Corvette Racing                           | Johnny O'Connell Jan Magnussen Ron Fellows              | Chevrolet Corvette C6.R              | M     | 344  |
| 14     | GT1    | 63  | Corvette Racing                           | Johnny O'Connell Jan Magnussen Ron Fellows              | Chevrolet LS7.R 7.0 L V8             | M     | 344  |
| 15     | GT1    | 64  | Corvette Racing                           | Oliver Gavin Olivier Beretta Max Papis                  | Chevrolet Corvette C6.R              | M     | 341  |
| 15     | GT1    | 64  | Corvette Racing                           | Oliver Gavin Olivier Beretta Max Papis                  | Chevrolet LS7.R 7.0 L V8             | M     | 341  |
| 16     | GT1    | 007 | Aston Martin Racing                       | Heinz-Harald Frentzen Andrea Piccini Karl Wendlinger    | Aston Martin DBR9                    | M     | 339  |
| 16     | GT1    | 007 | Aston Martin Racing                       | Heinz-Harald Frentzen Andrea Piccini Karl Wendlinger    | Aston Martin 6.0 L V12               | M     | 339  |
| 17     | GT1    | 72  | Luc Alphand Aventures                     | Luc Alphand Guillaume Moreau Jérôme Policand            | Chevrolet Corvette C6.R              | M     | 335  |
| 17     | GT1    | 72  | Luc Alphand Aventures                     | Luc Alphand Guillaume Moreau Jérôme Policand            | Chevrolet LS7.R 7.0 L V8             | M     | 335  |
| 18     | LMP2   | 35  | Saulnier Racing                           | Pierre Ragues Mathieu Lahaye Cheng Congfu               | Pescarolo 01                         | M     | 333  |
| 18     | LMP2   | 35  | Saulnier Racing                           | Pierre Ragues Mathieu Lahaye Cheng Congfu               | Judd DB 3.4 L V8                     | M     | 333  |
| 19     | GT2    | 82  | Risi Competizione                         | Gianmaria Bruni Mika Salo Jaime Melo                    | Ferrari F430 GT2                     | M     | 326  |
| 19     | GT2    | 82  | Risi Competizione                         | Gianmaria Bruni Mika Salo Jaime Melo                    | Ferrari 4.0 L V8                     | M     | 326  |
| 20     | LMP2   | 40  | Quifel ASM Team                           | Miguel Amaral Olivier Pla Guy Smith                     | Lola B05/40                          | D     | 325  |
| 20     | LMP2   | 40  | Quifel ASM Team                           | Miguel Amaral Olivier Pla Guy Smith                     | AER P07 2.0 L Turbo I4               | D     | 325  |
| 21     | GT1    | 73  | Luc Alphand Aventures                     | Jean-Luc Blanchemain Laurent Pasquali Patrice Goueslard | Chevrolet Corvette C6.R              | M     | 325  |
| 21     | GT1    | 73  | Luc Alphand Aventures                     | Jean-Luc Blanchemain Laurent Pasquali Patrice Goueslard | Chevrolet LS7.R 7.0 L V8             | M     | 325  |
| 22     | GT2    | 97  | BMS Scuderia Italia                       | Matteo Malucelli Paolo Ruberti Fabio Babini             | Ferrari F430 GT2                     | P     | 318  |
| 22     | GT2    | 97  | BMS Scuderia Italia                       | Matteo Malucelli Paolo Ruberti Fabio Babini             | Ferrari 4.0 L V8                     | P     | 318  |
| 23     | GT2    | 90  | Farnbacher Racing                         | Pierre Ehret Pierre Kaffer Lars-Erik Nielsen            | Ferrari F430 GT2                     | D     | 317  |
| 23     | GT2    | 90  | Farnbacher Racing                         | Pierre Ehret Pierre Kaffer Lars-Erik Nielsen            | Ferrari 4.0 L V8                     | D     | 317  |
| 24     | LMP1   | 14  | Creation Autosportif                      | Stuart Hall Johnny Mowlem Marc Goossens                 | Creation CA07                        | D     | 316  |
| 24     | LMP1   | 14  | Creation Autosportif                      | Stuart Hall Johnny Mowlem Marc Goossens                 | AIM (Judd) YS5.5 5.5 L V10           | D     | 316  |
| 25     | GT2    | 99  | JMB Racing Aucott Racing                  | Ben Aucott Alain Ferté Stéphane Daoudi                  | Ferrari F430 GT2                     | M     | 312  |
| 25     | GT2    | 99  | JMB Racing Aucott Racing                  | Ben Aucott Alain Ferté Stéphane Daoudi                  | Ferrari 4.0 L V8                     | M     | 312  |
| 26     | LMP1   | 4   | Saulnier Racing                           | Jacques Nicolet Marc Faggionato Richard Hein            | Pescarolo 01                         | M     | 311  |
| 26     | LMP1   | 4   | Saulnier Racing                           | Jacques Nicolet Marc Faggionato Richard Hein            | Judd GV5.5 S2 5.5 L V10              | M     | 311  |
| 27     | GT2    | 77  | Team Felbermayr-Proton                    | Horst Felbermayr, Sr. Alex Davison Wolf Henzler         | Porsche 997 GT3-RSR                  | M     | 309  |
| 27     | GT2    | 77  | Team Felbermayr-Proton                    | Horst Felbermayr, Sr. Alex Davison Wolf Henzler         | Porsche 3.8 L Flat-6                 | M     | 309  |
| 28     | GT1    | 50  | Larbre Compétition                        | Christophe Bouchut David Smet Patrick Bornhauser        | Saleen S7-R                          | M     | 306  |
| 28     | GT1    | 50  | Larbre Compétition                        | Christophe Bouchut David Smet Patrick Bornhauser        | Ford 7.0 L V8                        | M     | 306  |
| 29     | LMP2   | 32  | Barazi-Epsilon                            | Michael Vergers Juan Barazi Stuart Moseley              | Zytek 07S/2                          | M     | 304  |
| 29     | LMP2   | 32  | Barazi-Epsilon                            | Michael Vergers Juan Barazi Stuart Moseley              | Zytek ZG348 3.4 L V8                 | M     | 304  |
| 30     | GT1    | 59  | Team Modena                               | Terry Borcheller Christian Fittipaldi Jos Menten        | Aston Martin DBR9                    | M     | 302  |
| 30     | GT1    | 59  | Team Modena                               | Terry Borcheller Christian Fittipaldi Jos Menten        | Aston Martin 6.0 L V12               | M     | 302  |
| 31     | LMP2   | 26  | Team Bruichladdich Radical                | Marc Rostan Gunnar Jeannette Ben Devlin                 | Radical SR9                          | D     | 297  |
| 31     | LMP2   | 26  | Team Bruichladdich Radical                | Marc Rostan Gunnar Jeannette Ben Devlin                 | AER P07 2.0 L Turbo I4               | D     | 297  |
| 32     | GT2    | 80  | Flying Lizard Motorsports                 | Jörg Bergmeister Johannes van Overbeek Seth Neiman      | Porsche 997 GT3-RSR                  | M     | 289  |
| 32     | GT2    | 80  | Flying Lizard Motorsports                 | Jörg Bergmeister Johannes van Overbeek Seth Neiman      | Porsche 3.8 L Flat-6                 | M     | 289  |
| 33     | LMP1   | 11  | Dome Racing Team                          | Tatsuya Kataoka Yuji Tachikawa Daisuke Ito              | Dome S102                            | M     | 272  |
| 33     | LMP1   | 11  | Dome Racing Team                          | Tatsuya Kataoka Yuji Tachikawa Daisuke Ito              | Judd GV5.5 S2 5.5 L V10              | M     | 272  |
| 34 NC  | GT1    | 55  | IPB Spartak Racing Reiter Engineering     | Peter Kox Mike Hezemans Roman Rusinov                   | Lamborghini Murciélago R-GT          | M     | 266  |
| 34 NC  | GT1    | 55  | IPB Spartak Racing Reiter Engineering     | Peter Kox Mike Hezemans Roman Rusinov                   | Lamborghini L535 6.0 L V12           | M     | 266  |
| 35 NC  | LMP1   | 24  | Terramos                                  | Yojiro Terada Hiroki Katoh Kazuho Takahashi             | Courage LC70                         | M     | 224  |
| 35 NC  | LMP1   | 24  | Terramos                                  | Yojiro Terada Hiroki Katoh Kazuho Takahashi             | Mugen MF408S 4.0 L V8                | M     | 224  |
| 36 DNF | GT2    | 96  | Virgo Motorsport                          | Rob Bell Tim Mullen Tim Sugden                          | Ferrari F430 GT2                     | D     | 289  |
| 36 DNF | GT2    | 96  | Virgo Motorsport                          | Rob Bell Tim Mullen Tim Sugden                          | Ferrari 4.0 L V8                     | D     | 289  |
| 37 DNF | LMP1   | 16  | Pescarolo Sport                           | Emmanuel Collard Jean-Christophe Boullion Romain Dumas  | Pescarolo 01                         | M     | 238  |
| 37 DNF | LMP1   | 16  | Pescarolo Sport                           | Emmanuel Collard Jean-Christophe Boullion Romain Dumas  | Judd GV5.5 S2 5.5 L V10              | M     | 238  |
| 38 DNF | LMP1   | 23  | Autocon Motorsports Creation Autosportif  | Bryan Willman Michael Lewis Chris McMurry               | Creation CA07                        | D     | 224  |
| 38 DNF | LMP1   | 23  | Autocon Motorsports Creation Autosportif  | Bryan Willman Michael Lewis Chris McMurry               | Judd GV5 5.0 L V10                   | D     | 224  |
| 39 DNF | LMP2   | 45  | Embassy Racing                            | Warren Hughes Jonny Kane Joey Foster                    | Embassy WF01                         | M     | 213  |
| 39 DNF | LMP2   | 45  | Embassy Racing                            | Warren Hughes Jonny Kane Joey Foster                    | Zytek ZG348 3.4 L V8                 | M     | 213  |
| 40 DNF | LMP2   | 33  | Speedy Racing Team Sebah Automotive       | Steve Zacchia Andrea Belicchi Xavier Pompidou           | Lola B08/80                          | M     | 194  |
| 40 DNF | LMP2   | 33  | Speedy Racing Team Sebah Automotive       | Steve Zacchia Andrea Belicchi Xavier Pompidou           | Judd DB 3.4 L V8                     | M     | 194  |
| 41 DNF | LMP1   | 20  | Epsilon Euskadi                           | Ángel Burgueño Miguel Ángel de Castro Adrián Vallés     | Epsilon Euskadi EE1                  | M     | 189  |
| 41 DNF | LMP1   | 20  | Epsilon Euskadi                           | Ángel Burgueño Miguel Ángel de Castro Adrián Vallés     | Judd GV5.5 S2 5.5 L V10              | M     | 189  |
| 42 DNF | LMP1   | 22  | Tōkai University YGK Power                | Toshio Suzuki Haruki Kurosawa Masami Kageyama           | Courage-Oreca LC70                   | Y     | 185  |
| 42 DNF | LMP1   | 22  | Tōkai University YGK Power                | Toshio Suzuki Haruki Kurosawa Masami Kageyama           | YGK YR40T 4.0 L Turbo V8             | Y     | 185  |
| 43 DNF | LMP1   | 21  | Epsilon Euskadi                           | Shinji Nakano Stefan Johansson Jean-Marc Gounon         | Epsilon Euskadi EE1                  | M     | 158  |
| 43 DNF | LMP1   | 21  | Epsilon Euskadi                           | Shinji Nakano Stefan Johansson Jean-Marc Gounon         | Judd GV5.5 S2 5.5 L V10              | M     | 158  |
| 44 DNF | LMP1   | 6   | Team Oreca-Matmut                         | Marcel Fässler Olivier Panis Simon Pagenaud             | Courage-Oreca LC70                   | M     | 147  |
| 44 DNF | LMP1   | 6   | Team Oreca-Matmut                         | Marcel Fässler Olivier Panis Simon Pagenaud             | Judd GV5.5 S2 5.5 L V10              | M     | 147  |
| 45 DNF | LMP2   | 44  | Kruse Schiller Motorsport                 | Jean de Pourtales Hideki Noda Allan Simonsen            | Lola B05/40                          | D     | 147  |
| 45 DNF | LMP2   | 44  | Kruse Schiller Motorsport                 | Jean de Pourtales Hideki Noda Allan Simonsen            | Mazda MZR-R 2.0 L Turbo I4           | D     | 147  |
| 46 DNF | LMP1   | 12  | Charouz Racing System Team Cytosport      | Greg Pickett Klaus Graf Jan Lammers                     | Lola B07/17                          | M     | 146  |
| 46 DNF | LMP1   | 12  | Charouz Racing System Team Cytosport      | Greg Pickett Klaus Graf Jan Lammers                     | Judd GV5.5 S2 5.5 L V10              | M     | 146  |
| 47 DNF | GT2    | 78  | AF Corse                                  | Thomas Biagi Toni Vilander Christian Montanari          | Ferrari F430 GT2                     | M     | 111  |
| 47 DNF | GT2    | 78  | AF Corse                                  | Thomas Biagi Toni Vilander Christian Montanari          | Ferrari 4.0 L V8                     | M     | 111  |
| 48 DNF | LMP2   | 25  | Ray Mallock Ltd. (RML)                    | Andy Wallace Mike Newton Thomas Erdos                   | MG-Lola EX265                        | M     | 100  |
| 48 DNF | LMP2   | 25  | Ray Mallock Ltd. (RML)                    | Andy Wallace Mike Newton Thomas Erdos                   | MG (AER) XP21 2.0 L Turbo I4         | M     | 100  |
| 49 DNF | LMP1   | 19  | Chamberlain-Synergy Motorsport            | Bob Berridge Gareth Evans Amanda Stretton               | Lola B06/10                          | D     | 87   |
| 49 DNF | LMP1   | 19  | Chamberlain-Synergy Motorsport            | Bob Berridge Gareth Evans Amanda Stretton               | AER P32C 4.0 L Turbo V8              | D     | 87   |
| 50 DNF | GT1    | 53  | Vitaphone Racing Team Strakka Racing      | Peter Hardman Nick Leventis Alexandre Negrão            | Aston Martin DBR9                    | M     | 82   |
| 50 DNF | GT1    | 53  | Vitaphone Racing Team Strakka Racing      | Peter Hardman Nick Leventis Alexandre Negrão            | Aston Martin 6.0 L V12               | M     | 82   |
| 51 DNF | GT2    | 94  | Speedy Racing Team                        | Andrea Chiesa Iradj Alexander Benjamin Leuenberger      | Spyker C8 Laviolette GT2-R           | M     | 72   |
| 51 DNF | GT2    | 94  | Speedy Racing Team                        | Andrea Chiesa Iradj Alexander Benjamin Leuenberger      | Audi 4.0 L V8                        | M     | 72   |
| 52 DNF | GT2    | 85  | Snoras Spyker Squadron                    | Ralf Kelleners Alexey Vasilyev Peter Dumbreck           | Spyker C8 Laviolette GT2-R           | M     | 43   |
| 52 DNF | GT2    | 85  | Snoras Spyker Squadron                    | Ralf Kelleners Alexey Vasilyev Peter Dumbreck           | Audi 4.0 L V8                        | M     | 43   |
| 53 DNF | GT2    | 76  | IMSA Performance Matmut                   | Raymond Narac Patrick Long Richard Lietz                | Porsche 997 GT3-RSR                  | M     | 26   |
| 53 DNF | GT2    | 76  | IMSA Performance Matmut                   | Raymond Narac Patrick Long Richard Lietz                | Porsche 3.8 L Flat-6                 | M     | 26   |
| 54 DNF | LMP2   | 41  | Trading Performance                       | Karim Ojjeh Claude-Yves Gosselin Adam Sharpe            | Zytek 07S/2                          | M     | 22   |
| 54 DNF | LMP2   | 41  | Trading Performance                       | Karim Ojjeh Claude-Yves Gosselin Adam Sharpe            | Zytek ZG348 3.4 L V8                 | M     | 22   |
| 55 DNF | GT2    | 83  | Risi Competizione Krohn Racing            | Tracy Krohn Nic Jonsson Eric van de Poele               | Ferrari F430 GT2                     | M     | 12   |
| 55 DNF | GT2    | 83  | Risi Competizione Krohn Racing            | Tracy Krohn Nic Jonsson Eric van de Poele               | Ferrari 4.0 L V8                     | M     | 12   |

## Statistiche
- Giro veloce - #8 Peugeot 908 HDI - 3:19.394
- Velocità media - #2 Audi R10 TDI - 216.3 km/h
- Velocità di punta - #8 Peugeot 908 HDI-FAP - 345 km/h